# 鄭鼎 (元)
鄭 鼎（てい てい、1215年 - 1277年）は、モンゴル帝国に仕えた漢人の一人。沢州陽城県の出身。

## 概要
鄭鼎は幼くして孤児となったが、自立して学問・武芸を修めた人物であった。みだりに笑わないような人柄でもあったとも伝えられる。モンゴル帝国に仕えると沢州・潞州・遼州・沁州の千戸とされ、1234年（甲午）からはタガイ・ガンポを司令官とする四川方面への侵攻に加わった。鄭鼎は秦中で駐屯していたが、ある時興元が南宋軍の攻撃を受けると、鄭鼎は手勢を率いて南宋軍を破り興元の危地を救った。1245年（乙巳）には陽城県軍民長官の地位に就いている。
1250年（庚戌）にはクビライの雲南・大理遠征に加わり、六盤山（クビライの根拠地）から臨洮を過ぎ、またチベット（西番）を通過して大理に至った。峻険な立地の大理は攻めがたかったが、鄭鼎は奮戦して敵城を落とし、功績により馬3匹を下賜された。金沙河に至った時には、河川の淵に馬上で立つのは危険であるとして、自らクビライを背負って行軍したこともあったという。大理城攻めでは昼夜を問わず果敢に攻撃を仕掛けて城を陥落させ、国主を捕らえる功績を挙げた。大理国の陥落後に本隊は北方に帰還することになったが、鄭鼎は命を受けて殿軍を務めた。1251年（辛亥）に至って入朝し、「イェケ・バアトル（也可抜都）」の称号を授けられている。
1259年（己未）にはクビライ率いる南宋侵攻軍に加わり、大勝関・台山寨を攻略し、守将を捕らえる功績を挙げた。鄭鼎は勝勢に乗じて突出した所で泥濘につかまり、伏兵の攻撃を受けてしまったが、鄭鼎自ら3名の兵を続けざまに殺す奮戦によって無事帰還することができた。この時、クビライは直々に「勇を恃んで軽進すべきでない」と鄭鼎を戒めたという。同年9月にモンケ・カアンが急死すると、クビライは友軍のウリヤンカダイを助けるためあえて南下し鄂州を包囲した。鄭鼎は別に興国軍を攻めて南宋兵5000を破り、その将を捕虜とする功績を挙げている。
1260年（庚申）、ウリヤンカダイ軍を助けたクビライは北上して帝位を号し、中統元年と改元した。鄭鼎は功績により平陽・太原両路万戸の地位を授けられ、クビライと対立して帝位を称したアリクブケの部下アラムダールとクンドゥカイらとの戦いに挑んだ。『元史』世祖本紀によると同年5月に鄭鼎は平陽・京兆両路の7千の兵をシラ・マングタイ（昔剌忙古帯）とともに率いていたという。1261年（中統2年）には命を受けて西方の雁門を守り、その後趙良弼・董文炳らとともに河東南・北両路宣撫使の地位を与えられた。1262年（中統3年）には平陽太原宣慰使に改められ、1266年（至元3年）には平陽路総管とされた。この年、大旱魃が起こったため、鄭鼎は水路を改修した。また、学校を修復するなど様々な施策を行ったため、民から慕われたという。
1270年（至元7年）には僉書西蜀四川行尚書省事に任命され、再び兵を率いて東川に移った。嘉定を過ぎたあたりで南宋兵と遭遇したが、長江上で敵将を捕獲し、敵船も奪う勝利を挙げた。1271年（至元8年）5月には軍前行尚書省事に改められている。1274年（至元11年）より南宋への侵攻が本格化し、1275年（至元12年）には黄州を鎮撫した。同年4月には淮西宣慰使とされ、更に1276年（至元13年）には昭毅大将軍の地位を授けられた。
1277年（至元14年）に湖北道宣慰使とされて鄂州に移ったが、5月に蘄州・黄州で起こった叛乱を鎮圧するため出陣したところ、樊口の戦い中に軍船が転覆し溺死した。亡くなった時には63歳であり、後に董文忠の進言により叛乱を起こした者達から没収した財産が遺族に与えられたという。息子に鄭制宜がいる。